# Rivolta di Milano (1311)
La Rivolta di Milano del 12 febbraio 1311 fu un tumulto scatenato dai Torriani, guelfi e signori di Milano, in seguito all'incoronazione a re d'Italia di Enrico VII di Lussemburgo. La rivolta fallì a causa dell'appoggio al futuro imperatore da parte della famiglia rivale dei Visconti, determinando la caduta della signoria di Guido della Torre e la fuga dei Torriani da Milano.

## Storia

### Antefatti

#### La delegazione imperiale arriva a Milano
In seguito alla sua incoronazione a re di Germania il 6 gennaio 1309, Enrico VII di Lussemburgo si accordò con papa Clemente V per l'incoronazione imperiale. Il papa si disse disposto ad effettuarla in cambio della difesa dei diritti della Santa Sede, del mantenimento dei privilegi garantiti alle città sotto lo Stato della Chiesa e della promessa di intraprendere una nuova crociata. Così, dopo aver sistemato le controversie con gli Asburgo, si fece precedere come da consuetudine dai suoi legati capitanati da Gerhard von Bevar, vescovo di Costanza. L'ambasceria imperiale giunse a Milano nell'aprile del 1310 e parlò nel Broletto Nuovo alla presenza di Guido della Torre e del podestà Bregadino da San Nazzaro, annunciando le intenzioni del sovrano ed esortando tutti i suoi vassalli ad andargli incontro. Il consiglio generale decise di prendere tempo prima di deliberare ed è ignota la risposta che venne affidata ai legati imperiali.
A Guido della Torre non piacque affatto la discesa del sovrano in Lombardia dal momento che rischiava di mettere in pericolo il suo potere in città e quello dei guelfi nella signoria. Presto tra il popolo milanese si rincorsero le voci della venuta del futuro imperatore e molti nobili si apprestarono a montare a cavallo per precederlo. Quando Guido se ne avvide proibì a chiunque di parlarne in pubblico e vietò persino agli esponenti delle più nobili famiglie della città di recarsi da Enrico. Si decise quindi di riunire tutti i maggiori esponenti guelfi delle città lombarde in assemblea per deliberare sul da farsi. Due opinioni emersero rispetto alle altre: Guido avrebbe voluto impedire militarmente l'entrata del futuro imperatore in Italia sfruttando le forze unite delle città guelfe mentre il suocero Filippo Langosco, signore di Pavia e conte palatino di Lomello, si dichiarò pubblicamente vassallo imperiale. Simone Corrobiano, signore di Vercelli, e Jacopo Cavalcabò, signore di Cremona, cercarono di inutilmente di persuaderlo a raggiungere una linea comune. Guido, disperato e fuori di senno, iniziò a percorrere in lungo e in largo il Broletto gridando che Dio voleva castigarli per le loro divisioni e lamentandosi per il caso capitatogli. Finalmente il Langosco riappacificò gli animi proponendo che si lasciasse venire l'imperatore fino ad Asti e che nel frattempo egli vi si sarebbe recato insieme ad altri per sondare le sue intenzioni e scusarsi per la mancata presenza di molti nobili guelfi. A tal posizione si arrese anche Guido.

#### La discesa di Enrico VII di Lussemburgo in Italia
Nell'ottobre del 1310 Enrico VII di Lussemburgo attraversò il Colle del Moncenisio giungendo il 24 del mese a Susa, il 29 ad Avigliana per poi sostare all'inizio di novembre a Torino quindi a Chieri e arrivando il 10 novembre ad Asti. Lo seguivano la bella moglie Margherita di Brabante, il duca Leopoldo d'Asburgo, diversi vescovi, molti nobili tedeschi e francesi e un corpo di mille cavalieri e altrettanti arcieri che si accrebbe con le truppe ghibelline di diversi signori italiani mano a mano che il corteo avanzava verso Milano. Tra i primi ad accoglierlo vi furono Filippo Langosco e il lodigiano Antonio Fissiraga i quali presto compresero che i timori di Guido della Torre erano fondati. Era infatti intenzione del futuro imperatore il promuovere la convivenza tra guelfi e ghibellini e deporre di fatto i signori guelfi dal loro dominio sulle città italiane affidandolo alle istituzioni comunali sotto la supervisione di un vicario imperiale di sua nomina. Chi invece sfruttò l'occasione fu Matteo Visconti che già l'anno precedente aveva inviato presso il sovrano l'abile Francesco da Garbagnate che esponendo i meriti e delle capacità del suo signore, riuscì convincere Enrico a convocarlo. Matteo, dopo essere stato deposto dalla signoria di Milano dai Torriani nel 1302, si era ritirato a vita privata a Motteggiana, dov'era protetto dagli Scaligeri ma grazie alle sue spie non aveva mancato di seguire le vicende politiche milanesi, aspettando il momento giusto per tornare alla ribalta. Partì dunque travestito ed accompagnato da un servo giungendo di nascosto ad Asti. Presto fu riconosciuto dai ghibellini che vi si erano riuniti e fu condotto trionfalmente al cospetto del sovrano che salutò con deferenza. Nel salone si trovavano anche Filippo Langosco, Antonio Fissiraga e Simone Corrobiano ma Matteo, sposando la linea imperiale per perseguire i propri obiettivi, cercò di abbracciarli ricevendo in cambio un rifiuto e parole sprezzanti. Matteo replicò con un discorso in cui invitava tutti a deporre le passate inimicizie e ad operare per il bene comune in accordo con la volontà del sovrano che gli fece guadagnare l'approvazione di tutta la corte. Qualche giorno dopo a dar manforte al Visconti ci pensò anche Cassono della Torre, già arcivescovo di Milano, che dopo essere stato deposto ed esiliato dalla città da Guido della Torre in quanto sospettato di congiurare con la famiglia rivale, lo aveva scomunicato. Egli si rivolse ad Enrico chiedendo di essere reinstallato quale vescovo della città e domandando la sua intercessione affinché i suoi fratelli fossero liberati dalla rocca di Angera. Alla fine di novembre Matteo e Cassono si accordarono nella residenza astigiana del vescovo di Basilea con la mediazione di Enrico. Entrambi furono poi nominati procuratori per ciascuna delle due parti e formalizzarono l'accordo il 4 dicembre nella casa di Simone Rovera, dov'era ospitato il Visconti, alla presenza di molti esponenti delle due famiglie. L'accordo prevedeva che si perdonassero i danni e le ingiurie ricevute, Matteo poi promise a Cassono che non avrebbe più preso le armi contro Milano o le altre città guelfe se non con l'approvazione dell'arcivescovo, che non si sarebbe intromesso nei territori sotto il diretto controllo arcivescovile né nei feudi della sua famiglia, che avrebbe rinunciato insieme al figlio Galeazzo ad ogni carica pubblica a patto che nessun altro aspirasse a diventare signore della città, che il consiglio generale fosse eletto dall'arcivescovo e il podestà a sorte, che lo avrebbe aiutato a recuperare la rocca di Angera e altri castelli, che si sarebbe dichiarato suo vassallo e avrebbe giurato fedeltà e diversi altri capitoli minori.

#### Il re entra a Milano
Enrico VII presto lasciò Asti e il 17 dicembre 1310 raggiunse Casale dove incontrò un medico che gli promise di farlo entrare a Vigevano, retta da un podestà della sua stessa famiglia. Il re approvò, inviando Giovanni II del Viennois un corpo di soldati che riuscirono facilmente a prendere il controllo della città senza colpo ferire espellendo il podestà. Mentre si svolgeva questa operazione, Enrico passò il Po ed entrò prima a Vercelli poi a Novara dove riconciliò le due fazioni dei Brusati e dei Cavallazzi. Guido della Torre, pressato dall'avvicinarsi del sovrano, liberò i parenti di Cassono e inviò alcuni ambasciatori ad accoglierlo. Enrico li accolse benevolmente, poi ordinò al suo maresciallo Enrico di Fiandra di precederlo in città per preparare gli alloggi per in reali e il seguito. Successivamente il re di Germania lasciò Novara, attraversò il Ticino passando per un guado poiché l'acqua quell'anno era particolarmente bassa e giunto sull'altra sponda iniziò ad essere accolto dai milanesi. A causa della neve che scendeva copiosa fu costretto a fermarsi a Magenta. Qui lo raggiunse il maresciallo a cui Guido della Torre non aveva concesso l'uso del Broletto Vecchio per alloggiare il re. Enrico ordinò allora che tutti uscissero da Milano disarmati per incontrarlo e alla fine anche Guido, ultimo tra tutti, fu costretto a cedere e a recarsi al suo cospetto e baciargli il piede. I suoi scudieri però non abbassarono l'insegna di fronte al re e i tedeschi gliela strapparono di mano e la gettarono a terra. 
Il 23 dicembre Enrico entrò a Milano attraverso Porta Vercellina e prese alloggio dapprima all'Palazzo Arcivescovile poi al Broletto Vecchio mentre la regina restò nel primo. Il 24 dicembre convocò i principali esponenti dei Torriani per discutere della pace con i Visconti. Nel giorno di Natale non si tenne messa in quanto la città era stata interdetta da Cassono. Il 27 dicembre si tenne una sessione solenne del consiglio generale prezzo il Broletto Nuovo, in cui Enrico, circondato da molti membri delle casate dei Torriani e dei Visconti, impose loro la pace, in seguito confermata il 2 e 3 gennaio 1311 sotto pena del pagamento di mille libbre d'oro per chiunque la infrangesse. Volle inoltre che i proscritti ritornassero nelle loro città ed in possesso dei loro beni assolvendoli dalle sentenze emesse contro di loro.
Il 28 dicembre venne montato un grande palco davanti alla chiesa di San Francesco Grande sul cui trono si sedette il re e più in basso i maggiori esponenti dei Visconti e dei Torriani. In quell'occasione Enrico ricevette il giuramento di fedeltà da un popolo giubilante, depose Guido della Torre dalla signoria costringendolo ad abbandonare il Broletto Vecchio e licenziò il podestà Ricuperato Rivola sostituendovi il borgognone Jean de Cheaux. Questi sciolse il consiglio generale e vi sostituì un'assemblea formata da dodici nobili e dodici popolani che deliberò che l'incoronazione si sarebbe fatta all'Epifania. Il vicario rimase in carica solo fino al 12 gennaio quando fu sostituito dal dispotico Niccolò Bonsignori.

#### L'incoronazione
Il 6 gennaio 1311 si radunarono nella basilica di Sant'Ambrogio gli arcivescovi delle città di Milano, Genova e Treviri, altri undici vescovi di importanti città italiane e i maggiori esponenti del seguito reale e della nobiltà lombarda. I vescovi secondo la tradizione si recarono in processione dalla basilica al Broletto Vecchio dove prelevarono i reali e rifecero la strada all'inverso entrando quindi in chiesa. Il vescovo di Vercelli si sedette alla destra del re e quello di Brescia alla sinistra della regina. Il primo lesse poi l'ufficio della coronazione su ordine dell'arcivescovo. Quest'ultimo poi consegnò al re la spada, il bastone di comando e il pomo d'oro, quindi benedì la corona ferrea e gliela pose sul capo insieme al vescovo di Vercelli. Si fece quindi il segno della croce, a cui seguì l'unzione del re. Il vescovo di Brescia incoronò poi la regina Margherita di Brabante. Il nuovo re d'Italia investì centosessanta cavalieri, donando ad ognuno di loro un destriero e tre vesti, il primo dei quali fu Matteo Visconti a cui Matteo Maggi signore di Brescia e Giberto da Correggio signore di Parma posero gli speroni d'oro. Al termine della coronazione non ci si era ancora accordati sul regalo da farsi al re come da tradizione. Venne indetto un consiglio generale in cui Guglielmo della Pusterla stabilì di donargli 50 000 fiorini d'oro e Matteo Visconti di aggiungerne altri 10 000 per la regina. Guido della Torre, tuttavia, si infuriò e si lamentò per l'enorme somma dicendo sarcastico per quale motivo non fossero arrivati a 100 000 Il notaio regio scrisse pertanto quella cifra e non ci fu modo di dissuaderlo altrimenti. Seguirono poi i doni delle altre città lombarde. Enrico scelse poi cinquanta cavalieri della fazione dei Torriani e cinquanta dei Visconti affinché lo accompagnassero a Roma per l'incoronazione imperiale con spese ancora una volta a carico della città. Il 9 febbraio con un bando si ordinò ai cento cavalieri prescelti di prepararsi alla partenza per Roma che sarebbe dovuta avvenire il 14 febbraio. Alcuni di loro si dileguarono mentre Guido della Torre si diede per malato. Enrico gli inviò Guido da Vigevano per una visita fiscale e il medico lo reputò idoneo a compiere il viaggio.

### Rivolta
L'avidità dimostrata da Enrico e le violenze con cui veniva riscosso il denaro promesso in dono dalla città iniziarono a determinare malcontento tra il popolo milanese. Come se non bastasse, il re affidò al vicario Niccolò Bonsignori il compito di trovare il modo di finanziare anche la sua discesa a Roma. Il vicario convocò il consiglio generale che, stupito da questa richiesta, non deliberò alcunché sino a tarda sera. Per tutta risposta il Bonsignori chiuse i consiglieri nel Broletto Nuovo e lo fece cingere di guardie, poi si recò dal sovrano chiedendogli se dovesse imprigionarli o ucciderli. Enrico gli ordinò di liberarli. Il Bonsignori però lo informò dei suoi sospetti circa una sollevazione che stava montando nel popolo e di un accordo stretto tra Francesco della Torre e Galeazzo Visconti in un prato presso il monastero delle Vergini della Vettabbia, poco fuori Porta Ticinese. Enrico prese tutte le precauzioni per garantire la sua sicurezza e riempì la città di spie che dovevano informarlo su ogni avvenimento in modo che potesse contrastarlo con prontezza.
La mattina del 12 febbraio 1311 presso il Brolo furono disposti fasci di legname per eseguire la condanna a morte di un eretico e il largo venne occupato da numerosi soldati tedeschi. Un secondo corpo di cavalieri tedeschi ebbe invece l'ordine di perquisire le case dei nobili milanesi al fine di trovare indizi di sedizione. Il primo ad essere perquisito fu Matteo Visconti che, consapevole della congiura tra il figlio e Francesco della Torre, prevedendo le mosse del sovrano e volendo approfittarne per colpire i Torriani, aveva ordinato ai membri della sua famiglia di non imbracciare le armi e restarsene tranquilli nelle loro residenze. Galeazzo e Lodrisio erano infatti già pronti a sostenere i Torriani per espellere i tedeschi dalla città. Quando i tedeschi giunsero al suo portico lo trovarono disarmato e intento a discutere con i famigliari. Entrati nel portico del palazzo fu loro offerto del vino e dopo aver bevuto e perquisito il palazzo senza trovare nulla di sospetto se ne andarono reputandolo innocente. Poco dopo passarono dai Torriani che occupavano uno splendido complesso di palazzi presso l'attuale piazza della Scala. Questi si erano già armati pronti per la rivolta e non appena li videro scesero in strada cercando di sollevare il popolo e gridando che li avrebbero appoggiati anche i Visconti. Accorsero Rizzardo e Filippo Pietrasanta, che avevano legami di sangue con i Torriani, così come alcuni da Brera e altri loro seguaci. Zonfredo della Torre, tuttavia, sportosi da una finestra gridò loro di cessare quella follia e ritirarsi prima che la loro avventatezza determinasse la rovina della famiglia. Colombino e Bellino Pietrasanta si ritirarono e così altri dopo che non videro comparire il biscione visconteo tra i rivoltosi. Nel frattempo i cavalieri tedeschi guidati da Jean de Cheaux ed Enrico di Fiandra avevano raggiunto i portici e la piazza piazza San Fedele e si erano schierati davanti alla chiesa di San Giovanni Decollato alle Case Rotte. Qui iniziarono a tirare frecce che bastarono a disperdere i rivoltosi che si ritirarono verso la chiesa di San Benedetto. I tedeschi li caricarono uccidendone molti e mettendo in fuga i restanti. Francesco e Simone della Torre corsero in Brera sino alla pusterla di San Marco dove salirono a cavallo e abbandonarono la città rifugiandosi nel castello di Montorfano. Filippo Pietrasanta continuò a combattere valorosamente finché fu ferito e disarcionato da cavallo, quindi spogliato delle armi e delle vesti e lasciato in mezzo agli altri cadaveri. Il fratello Rizzardo abbandonò il cavallo si rifugiò nella vicina casa di Guido della Torre, che giaceva infermo a letto, avvertendolo di quanto stava accadendo. Vestitolo alla buona, lo aiutò a fuggire attraverso il giardino antistante il palazzo e a scavalcare il muro che lo divideva dal monastero di Santa Maria d'Aurona. Non sentendosi abbastanza sicuro, Guido della Torre si fece condurre nella casa del fedelissimo frate Jacopo da Beccaloe, di origine plebea.
Matteo Visconti si era intanto recato dal vescovo di Trento pregandolo di condurlo dal re che dopo i primi disordini si era convinto che Torriani e Visconti congiurassero contro di lui. La sua spontanea venuta e l'intercessione del vescovo gli fecero però cambiare idea. Galeazzo però contravvenne gli ordini del padre e montato a cavallo, si portò con un certo seguito di soldati alla piazza della Piscina, presso la contrada del Bocchetto. Presto i ghibellini del sestiere di Porta Vercellina e di quello di Porta Ticinese si unirono sotto il biscione visconteo. Un gruppo di soldati tedeschi guidato da un vescovo intanto avanzava con le spade sguainate dal Cordusio pertanto Galeazzo inviò Boschino Mantegazza a convincerli che i suoi uomini erano al servizio del re. I tedeschi ne furono persuasi e insieme le due squadre percorsero la contrada di San Tomaso raggiungendo il Ponte Vetero. Era infatti intenzione dei tedeschi ricongiungersi con i soldati di Leopoldo d'Asburgo che si trovavano acquartierati presso la basilica di San Simpliciano ma erano rimasti tagliati fuori dagli scontri poiché erano state serrate le porte della città. Galeazzo decise pertanto di affidare la fanteria a Cressono Crivelli mentre insieme ai cavalieri avanzò sino a Porta Comasina che gli fu aperta, così entrarono i cinquecento uomini del duca d'Austria che chiesero subito notizie del loro signore. Leopoldo poco prima che scoppiasse la rivolta era stato raccomandato dalla madre ad alcuni governatori che alloggiavano presso il Broletto Vecchio. Quando si accesero gli scontri decise di ritornare scortato presso la propria residenza ma fu intercettato presso la chiesa di San Marcellino da un gruppo di rivoltosi, uno dei quali cercò di trapassarlo con una lancia. Si salvò grazie all'aiuto di uno dei governatori che si frappose deviando il colpo che si limitò a lacerarne le vesti presso il fianco. Riunitisi tutti al Ponte Vetero si deliberò sul da farsi. I tedeschi e Cressono Crivelli, sapendo che i Torriani erano ormai vinti, propendevano per inseguirli e sterminarli. Galeazzo tuttavia non voleva spargere troppo sangue tra i cittadini pertanto propose di verificare se vi fossero ancora rivoltosi nelle residenze torriane e in giro per la città. Il suo consiglio prevalse ma quando giunsero presso i palazzi dei Torriani notarono che vi erano rimasti solo soldati intenti al saccheggio e cadaveri. Non fu neppure risparmiata la casa di Pagano della Torre, vescovo di Padova ed egli ebbe salva la vita solo perché indossava gli abiti pastorali. Presto le rapine si estesero a buona parte della città e nessuno si curò che i proprietari dei palazzi fossero alleati o meno ai Torriani.
Matteo Visconti, vedendo che i tumulti non cessavano, dopo aver ricevuto licenza dal re, salì a cavallo e si diresse verso Porta Nuova. Qui bussò proprio alla porta di Jacopo da Beccaloe, che era suo amico, offrendogli alcune sue guardie al fine di difenderlo dai saccheggi dei tedeschi. Il frate accettò e riuscì al contempo a tenere nascosto Guido della Torre che in seguito si rifugierà a Lodi, ospite dei Cavalcabò. Gli ultimi Torriani insieme ai loro seguaci fuggirono da Milano attraverso Porta Romana dopo essere stati spogliati dei loro averi. La loro famiglia non avrebbe mai più ottenuto la signoria della città.

### Conseguenze
Questa rivolta determinò la fine del potere dei Torriani su Milano. Il saccheggio della città continuò per altri sei giorni e interessò anche parte del contado. Nei giorni successivi venne rinnovato il bando nei confronti dei Torriani e dei loro alleati. Enrico ordinò che fosse costituita la Società dei Fedeli guidata da Thibaut de Bar, vescovo di Liegi nonché da nove nobili italiani (ma nessun Visconti), sette giurenconsulti e da 1 200 cittadini affinché fungessero da guardia cittadina per sopprimere eventuali nuovi tumulti. Persuaso dai suoi consiglieri, ordinò poi che fossero banditi anche Matteo e Galeazzo Visconti, il primo ad Asti e il secondo a Treviso. Il 20 marzo il re confermò a Milano i suoi diritti, privilegi e libertà ma solo sotto il pagamento di un'altra somma di denaro, questa volta estorta sotto forma di prestito agli Umiliati. Enrico per sdebitarsi si degnò di far loro visita presso la chiesa del Santo Spirito in Porta Vercellina dove dimorò alcuni giorni. Il trattamento riservato a Milano e alle sue due più importanti famiglie mise in subbuglio molte città lombarde. 
Francesco da Garbagnate ne approfittò per convincere il re a richiamare Matteo per abbassare le tensioni. Enrico accettò e l'11 aprile, in occasione della Pasqua, lo invitò ad un banchetto a Pavia dove fu onorevolmente accolto. Questo tuttavia non bastò a frenare le turbolenze che si verificarono a Lodi, Crema, Cremona e Brescia. Dopo aver sedato le rivolte di queste città, il 13 luglio 1311 Enrico vendette il titolo di vicario imperiale a Matteo Visconti che tornò ad essere a tutti gli effetti il signore di Milano.